# ادموند گتیه

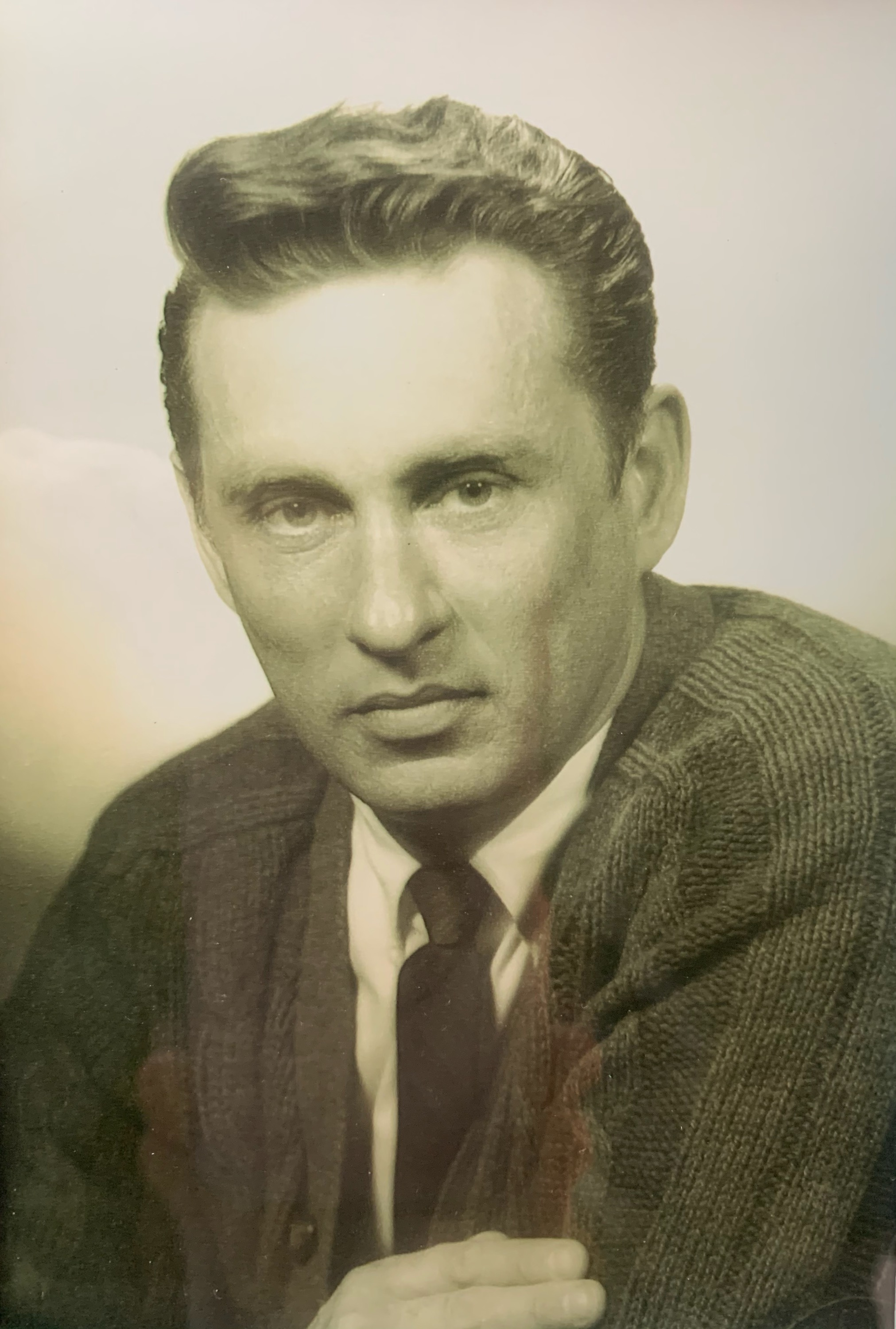

اِدموند گِتیه (Edmund Gettier) (زادهٔ ۱۹۲۷ - درگذشتهٔ ۲۰۲۱) از فیلسوفان آمریکایی سدهٔ بیستم بود.
گتیه فیلسوفی است که با به میان آوردن مسئله گتیه در فلسفه قرن بیستم تحولی غیرمنتظره ایجاد کرد. از زمان افلاطون تا قرن بیستم، فیلسوفان دو شرط را برای داشتن شناخت از یک گزاره لازم می‌دانستند:
۱. مسئلهٔ «صدق» به این معنی که گزاره صحیح باشد.
۲. مسئلهٔ «موجه بودن» اعتقاد و باور فرد به صحت آن گزاره، به این معنی که شرایط ایجاد باور در فرد و تصدیق آن معتبر باشد یا اینکه فرد دربارهٔ درستی گزاره مدرک داشته باشد.
افلاطون قرنها پیش این دو شرط را به عنوان شروط لازم و کافی برای شناخت مطرح کرد و سالیان متمادی فلاسفه این شروط را برای شناخت، لازم و کافی می‌دانستند تا این که گتیه با مطرح کردن موارد نقضی کفایت این دو شرط را برای شناخت، زیر سؤال برد.